# 百足芳徳
百足 芳徳（むかで よしのり、1950年（昭和25年）7月21日 - ）は、日本の農水官僚、実業家。林野庁関東森林管理局長。農林漁業信用基金理事。

## 人物
宮城県出身。1974年（昭和49年）東北大学法学部卒業後、同年農林省に入省。
在ロシア大使館参事官を経て、1995年（平成7年）林野庁林政部木材流通課長に就任。その後、農水省構造改善局地域振興課長、経済局統計情報部管理課長、九州農政局次長を経て、2000年（平成12年）6月構造改善局計画部長、2001年（平成13年）1月農村振興局計画部長、同年7月林野庁関東森林管理局長、2003年（平成15年）10月農林漁業信用基金理事に就任する。